# Furusund
Furusund (historisch auch Härö) ist eine Insel im nördlichen Stockholmer Schärengarten in Schweden sowie eine gleichnamige, faktisch die gesamte Insel einnehmende Siedlung (mit dem Status eines småort).
Die Insel liegt zwischen den größeren Inseln Eknö und Yxlan in der Gemeinde Norrtälje. Die Insel erlangte größeren Bekanntheitsgrad, da hier mehrere schwedische Schriftsteller, wie Astrid Lindgren und August Strindberg, sowie verschiedene andere Künstler ihren Sommerurlaub verbrachten. Strindberg verarbeitete viele Motive von Furusund in seinen Erzählungen. So nutzte er in seiner Novellensammlung Fagervik und Skamsund von 1902 den Namen Fagervik („Heiterbucht“) als Synonym für Furusund, wogegen der Nachbarort Köpmanholm auf der Insel Yxlan mit dem Namen Skamsund („Schmachsund“) umschrieben wurde. Evert Taube machte den Ort mit seinem Walzer in Furusund (Vals i Furusund) unsterblich. Heute ist die Insel durch zahlreiche Sommerhäuschen gekennzeichnet.

## Geschichte

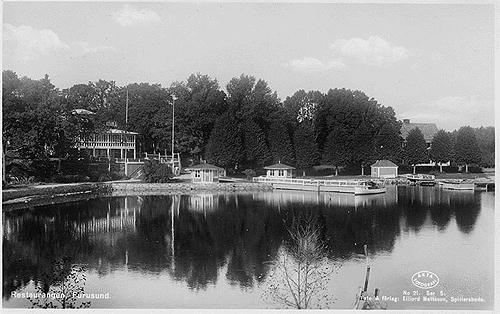
Das ehemalige Gesellschaftshaus in Furusund auf einer alten Postkarte, davor die gelben Pavillons und der Kaisersteg

Im Juli 1463 hatte hier der Unionskönig Christian I. eine Flotte versammelt, um mit ihr nach Turku in einen Krieg gegen Russland zu ziehen. Von diesem Ereignis zeugt eine Windrose, die in den Fels geritzt wurde. Es ist die älteste Darstellung einer Windrose mit 24 Strichen der nordischen Länder und die einzige mit königlicher Krone. Die Abbildung befindet sich heute aufgrund der Landhebung oberhalb der gelben Pavillons am Gasthafen, sie lag vermutlich bei der Herstellung direkt am Ufer.
Eine weitere Ritzung mit dem Text Kong Frederik 1724 entstand beim Besuch von König Friedrich im Jahre 1724.
Vom Winterlager 1808/09 der schwedischen Streitkräfte, die im Russisch-Schwedischen Krieg hier stationiert waren, ist ein Massengrab erhalten geblieben. Viele Soldaten verhungerten, erfroren oder starben an Krankheiten wie Cholera und Ruhr aufgrund der harten Bedingungen.
Während einer weiteren Cholera-Epidemie in der Mitte des 19. Jahrhunderts gab es bei Furusund eine Quarantänestation für Schiffe aus Finnland und Russland. Diese befand sich auf einer vorgelagerten Insel (heute Halbinsel), die durch ihren Namen an das Ereignis erinnert (Karantänsholmen).
1837 erhielt die Insel einen optischen Telegrafen, der mit Hilfe einiger Zwischenstationen Mitteilungen von der Hauptstation im südlichen Stockholm empfing. Die Station wurde nicht mehr benötigt, nachdem 1871 eine elektrische Telegrafielinie von Stockholm über Furusund zur Insel Arholma eingerichtet war.

## Gebäude und Plätze auf Furusund

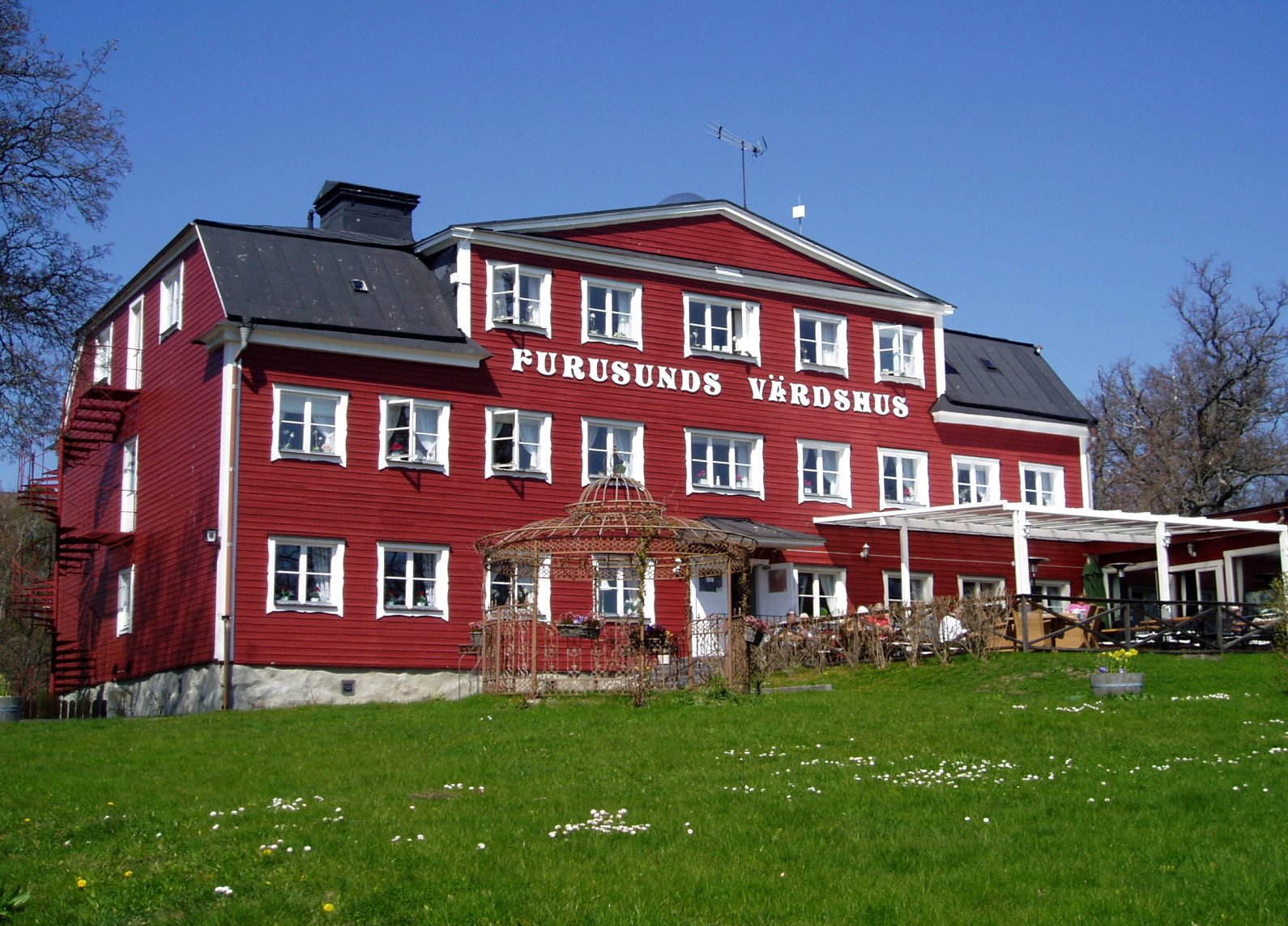
Furusunds Wirtshaus

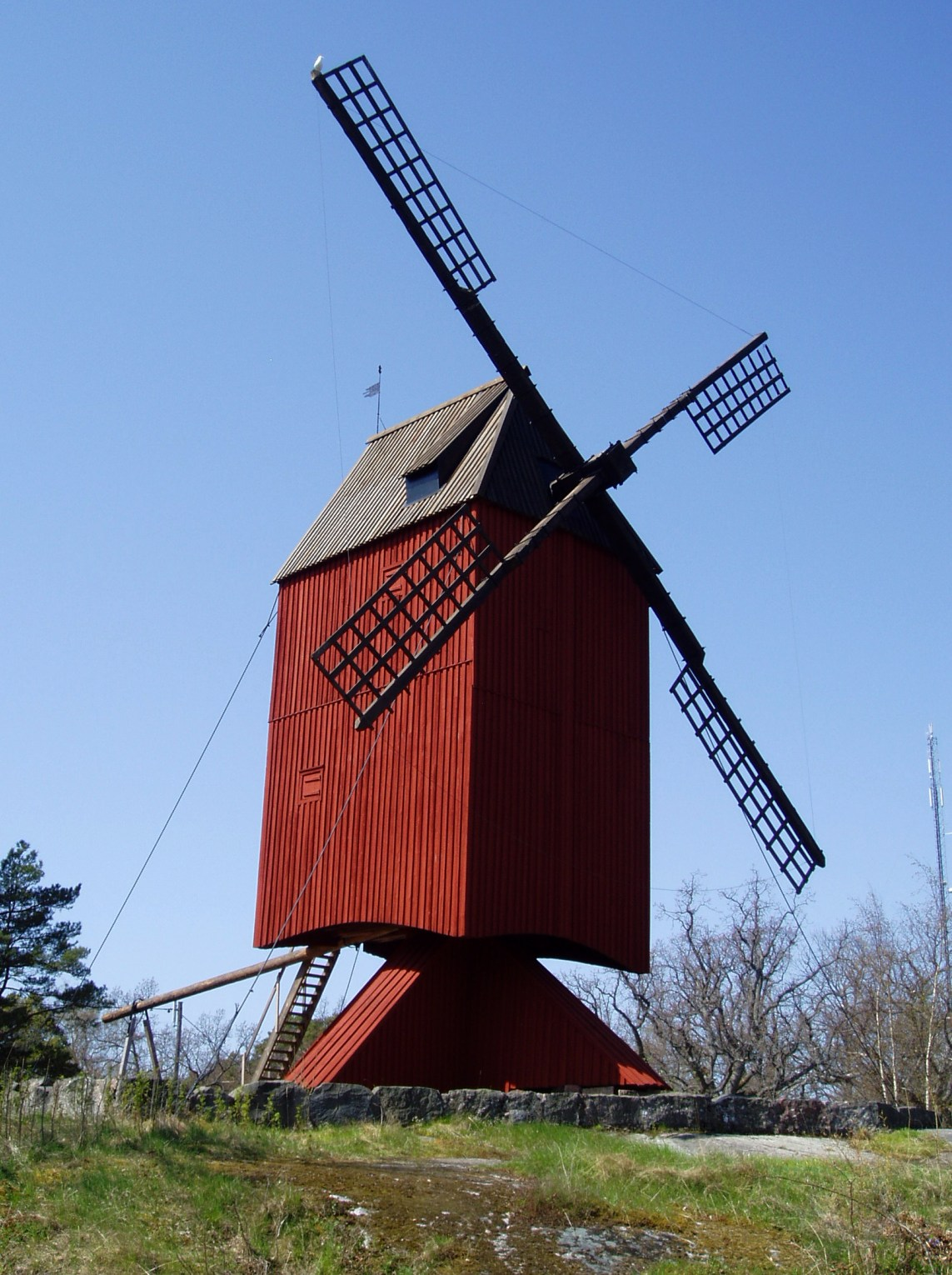
Die Windmühle

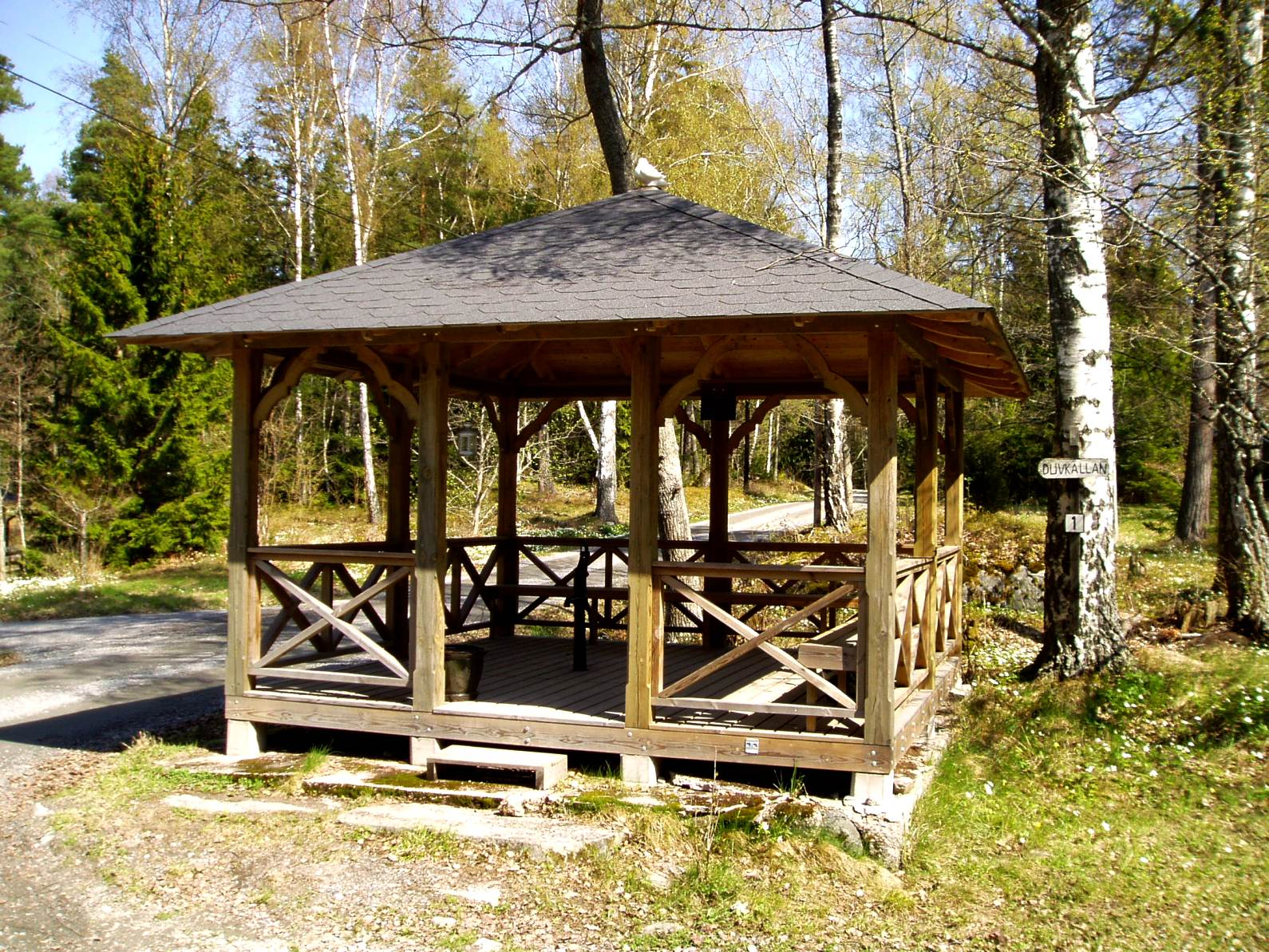
Taubenquelle

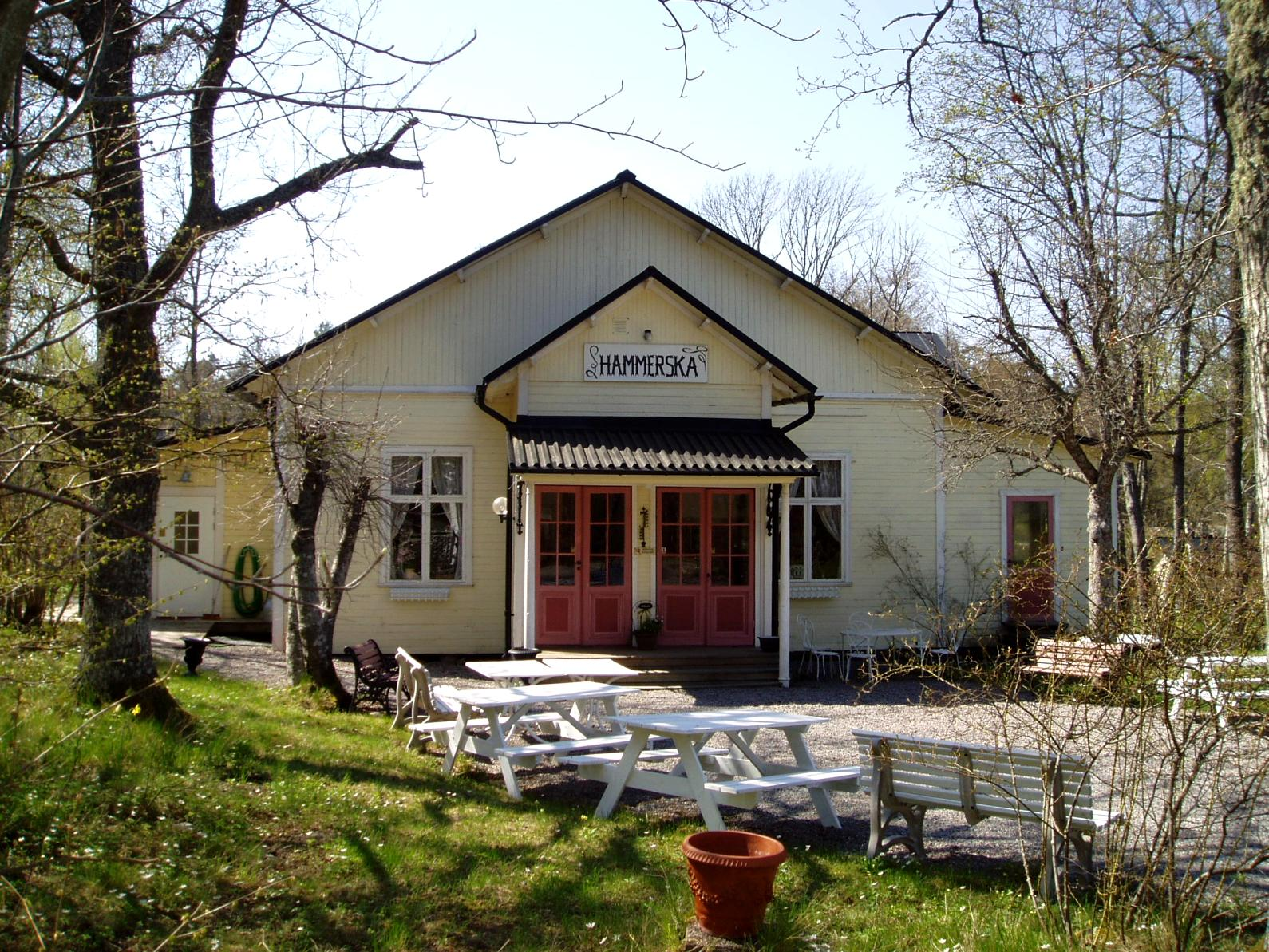
Hammars Scheune

### Tullhuset
Das Zollhaus (Tullhuset) ist heute Furusunds Wirtshaus mit Restaurant und Hotel. Das Haus entstand 1811/12 und war Arbeits- und Wohnplatz für 15 Angestellte, wie Inspektoren, Wachtmeister und Ruderknechte, mit Familien. Die Aufgaben des Zolls werden heute von der Küstenwache ausgeführt, die in einem deutlich kleineren Haus am Dampfschiffanlegesteg stationiert ist.

### Skomakarens Stuga
Die Hütte des Schuhmachers war August Strindbergs erste Unterkunft auf Furusund. Er hatte im Sommer 1899 ein Giebelzimmer vom Schuhmacher Andersson gemietet und schrieb hier das Theaterstück Erik XIV.

### Die Windmühle
In einen Flügel der Windmühle ist die Jahreszahl 1722 eingeritzt. Es ist jedoch nicht bekannt, ob die Mühle so alt ist. Das Gebäude wurde mehrmals umgestaltet, zuletzt 1960. Die letzte Neueinweihung erfolgte unter Mitwirkung von Evert Taube. Heute ist die Mühle ein Baudenkmal. Sie beherbergte lange Zeit ein phrenologisches Museum mit einer Sammlung von Schädeln. Etwa 15 Schädel und eine Reihe von Totenmasken erhielt 1915 das kriminologische Museum in Stockholm.

### Societetshuset
Das Gesellschaftshaus (Societetshuset) brannte 1950 ab. Der Gebäudekomplex kam 1881 von einer Industrieausstellung in Sundsvall und zog sich vom Hügel oberhalb der Windrose hinab bis zum Strand. Um 1900 trafen sich hier die Badegäste unter Kronleuchtern und betrachteten die Gemälde mit schwedischen Regenten an den Wänden. Einzig der zum Komplex gehörende Musikpavillon überstand das Feuer.

### Haus Romanov
Das große rote Haus Romanov wurde zeitweise Röda Byggningen genannt und war ursprünglich das Hauptgebäude des Herrenhof Furusund. Es wurde 1726–29 gebaut und ist heute das älteste Haus auf der Insel. Zum Ende des 18. Jahrhunderts lebten hier die Arbeiter der örtlichen Schnapsbrennerei. Als zum Ende des 19. Jahrhunderts die Besuchermassen auf die Insel strömten wurde es Hotel.

### Christiansborg
Christiansborg, das große weiße Haus neben Romanov ist benannt nach dem Hofjuwelier und Theaterdirektor Christian Hammer, er hatte 1883 große Teile der Insel gekauft war verantwortlich für die Umgestaltung Furusunds zu einem Badeort. Eine begrenzte Nutzung für Kuren gab es schon vorher doch durch Hammar wurden die "höheren Gesellschaftskreise" auf Furusund aufmerksam. Die Häuser, Straßen und Plätze erhielten romantisch klingende Namen, oft mit italienischem Ursprung wie Isola Bella, Venezia, Monte Bello oder Bellevue.

### Gelbe Pavillons und Kaisersteg
Die gelben Pavillons am Gasthafen entstanden vermutlich zu Beginn des 20. Jahrhunderts im Auftrag von Doktor W. Michael aus Berlin. Er war der örtliche Leiter eines deutschen Konsortiums, das 1912 die Insel auf einer Auktion erworben hatte. Zu dieser Zeit gehörten zum Kurort vier Hotels und 35 kleinere Villen mit zusammen etwa 100 Zimmern.
Der Kaisersteg (Kejsarbryggan) zwischen den achtkantigen Pavillons war früher der seeseitige Zugang zum Gesellschaftshaus (Societetshuset). Der Name bezieht sich nicht auf einen Kaiser, sondern auf ein Haus in Stockholm (Keyserska huset) von dem das Bauholz stammte.

### Taubenquelle
Die Taubenquelle (Duvkällan) liegt an der Kreuzung Duvkällevägen/Monte Christos Väg. Sie war ein beliebtes Ziel für Spaziergänge der Badegäste. Die "Quelle" mit Wasserpumpe wurde im Juni 2005 mit Gesang wiedereröffnet. Den Pavillon schmückt eine Taube aus Zement-Marmor-Mischung von Johanna Heissenberger.

### Hammerska ladan
Hammars Scheune (Hammerska ladan) stand ursprünglich in Stockholm im Kungsträdgården und hieß da Kleines Theater (Mindre Teatern) wo Christian Hammer Theaterdirektor war. Als das Theater abgerissen wurde, schaffte Hammar das Holz nach Furusund. Dort baute er die Scheune in der Nähe des Gesellschaftshauses auf. Zu Beginn der 1950er Jahre zog das Gebäude an seinen heutigen Platz an der Bucht Fagerviken im Norden der Insel. Der Name der Bucht inspirierte August Strindberg zu seiner Novellensammlung Fagervik und Skamsund. Hammars Scheune ist heute in Privatbesitz und ein Sommerrestaurant. Sie kann für unterschiedliche Feste wie Kulturabende oder Theatervorstellungen gemietet werden.

## Wirtschaft und Verkehr

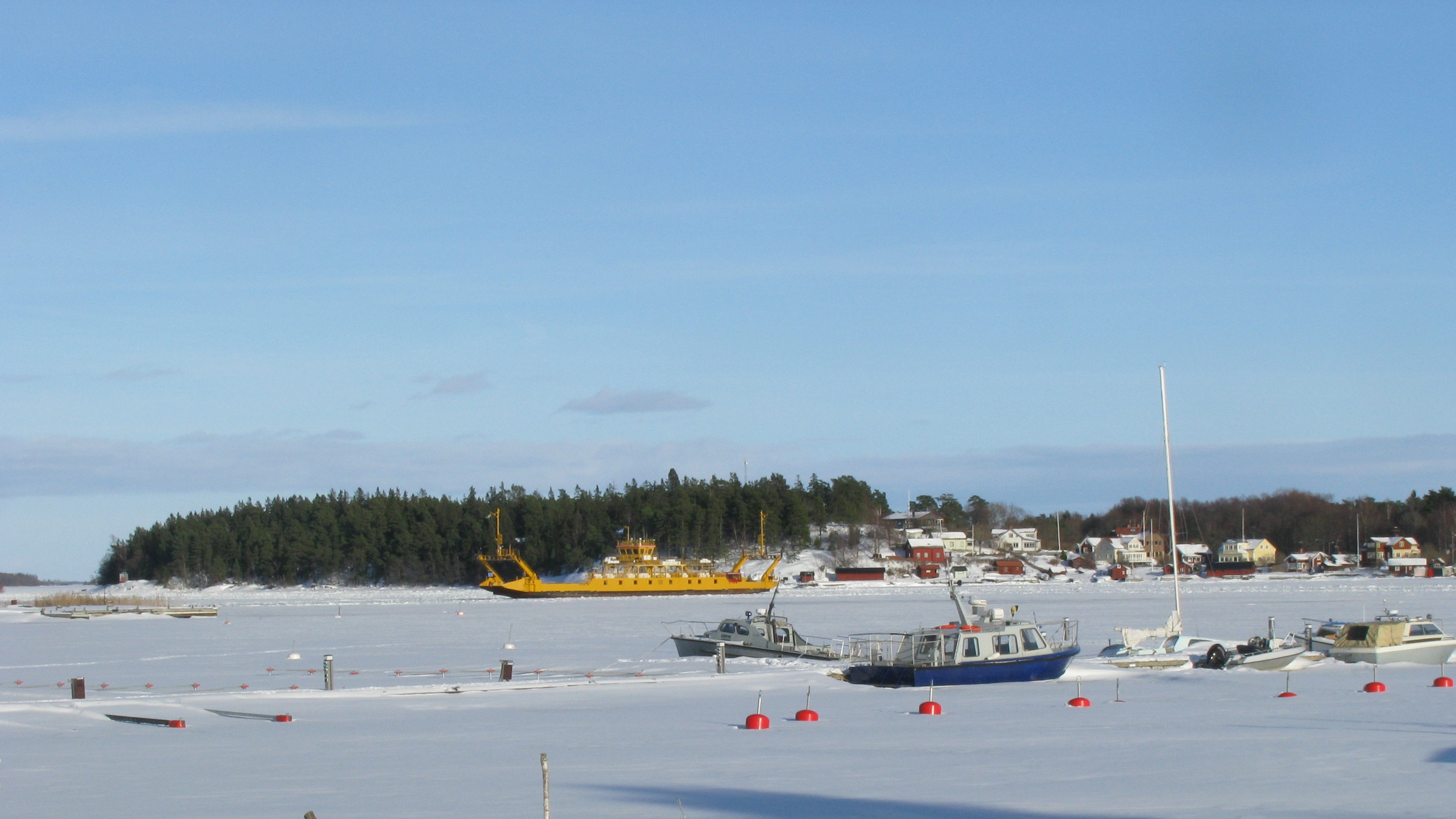
Die Autofähre zur Insel Yxland im Winter, fotografiert von Furusund

Auf Furusund gibt es eine Töpferei mit Galerie (Herrgårdsvillan), eine Gärtnerei und zwei Tankstellen, jeweils für Autos und Boote.
Von der Station Tekniska högskolan in Stockholm gibt es eine Buslinie mit Umsteigen in Norrtälje.
Die Fährgesellschaft Blidösundsbolaget besucht Furusund im Sommer vom Ankerplatz Strömkajen in Stockholm mit den Schiffen M/S Sjöbris oder M/S Sjögull sowie mit dem alten Dampfschiff S/S Blidösund. Eine Autofähre von Furusund zur Insel Yxlan wird von der Behörde Vägverket betrieben. Die Reederei Waxholmsbolaget fährt vom Stockholmer Strömkajen über Furusund bis Rödlöga im äußeren Osten des Schärengartens.